# Felipe Massa
Felipe Massa (São Paulo, 25 de abril de 1981) é um automobilista brasileiro que atualmente compete na Stock Car Pro Series pela equipe TMG Racing. Sua estreia na categoria foi em 2021, pela equipe Lubrax Podium, onde ficou até 2023. Ele correu na Fórmula 1 em 2002 e entre os anos de 2004 e 2017, tendo passagens pela Sauber, Ferrari e Williams. Por um ponto, ele foi vice-campeão mundial de Fórmula 1 em 2008 pela Ferrari, vencido por Lewis Hamilton, resultado que Massa contesta, devido a um polêmico final de corrida no GP de Singapura daquele mesmo ano. 

## Carreira

### Anos iniciais

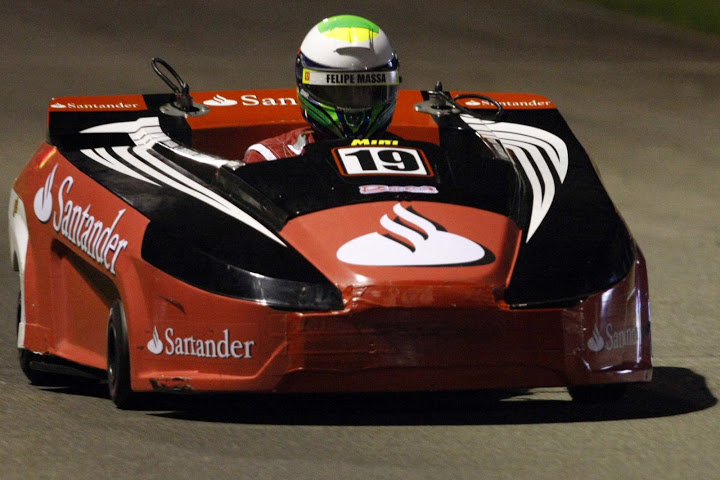
Massa nas 500 milhas de kart da Granja Viana em 2009

Começou sua carreira no kart, quando tinha apenas oito anos de idade. Ainda morava em Botucatu na época em que encontrou seu então ídolo Ayrton Senna e pediu-lhe um autógrafo — que foi negado.
Em 1997, Felipe Massa participou da primeira edição das 500 Milhas de Kart, sendo campeão em parceria com Guilherme Rocha, Juliano Bertuccelli, João Paulo Bertuccelli, Tuka Rocha e Júlio Campos. Ele voltou a triunfar em 2002, quando correu com Rubens Barrichello e Tony Kanaan, e em 2009, quando competiu ao lado de Lucas di Grassi e Júlio Campos.
Fez sua estreia nos monopostos pela Fórmula Chevrolet, onde competiu entre os anos de 1997 e 1999. Na sua temporada de estreia, Massa fez apenas duas corridas e ficou em vigésimo sexto. Em 1998, fez a temporada completa, sendo sexto colocado. No ano seguinte, Massa obteve três vitórias e foi campeão, se beneficiando de uma desclassificação de Fábio Carbone. Este chegou a entrar na justiça para reverter o resultado, mas seus recursos foram negados e o título de Massa foi confirmado, com ele tendo 123 pontos, dois a mais do que Carbone.
Em 2000, Massa correu na Fórmula Renault pela equipe Cram Competition, sendo campeão italiano e alemão. Na série italiana, Massa empatou em número de pontos com o vice Raffaele Giammaria, mas ficou com o título por ter quatro vitórias, o dobro do italiano. Já no campeonato alemão, Massa teve três vitórias e fez 140 pontos, enfrentando um jovem Kimi Raikkonen. A conquista do título se deu em Valência, mesma pista na qual Massa tinha sido campeão da F-Renault Italiana. Ele se envolveu em um acidente com Charles Zwolsman, também candidato ao título, e como ambos abandonaram a prova, Massa pôde comemorar mais um triunfo.
Em 2001, Massa disputou a Fórmula 3000 Europeia com a Draco Racing, onde foi campeão dominante, com seis vitórias em oito corridas, fazendo quase o dobro da pontuação do vice, Thomas Biagi. Massa conquistou o título na penúltima corrida da temporada, na qual ele venceu, enquanto Biagi abandonou.

### Fórmula 1

#### Sauber (2002, 2004–2005)
Em 2002, teve sua estreia na Fórmula 1 na equipe Sauber, sendo companheiro de Nick Heidfeld. Foi um ano difícil para o brasileiro, que só pontuou em três etapas. A primeira delas foi na Malásia, na qual ele saiu do décimo quarto para um sexto lugar que o tornou, aos 20 anos, o mais jovem brasileiro a pontuar na F1. Ele repetiu esse resultado na etapa da Europa, e ainda o superou com um quinto lugar na Espanha. Porém, Massa cometeu diversos erros, como no Grande Prêmio da Itália, onde ele bateu em Pedro de la Rosa e foi punido com dez posições, o que fez a Sauber o suspender por uma prova, colocando Heinz-Harald Frentzen para correr em seu lugar nos EUA. Massa ainda teve que lidar com o favorecimento a Heidfeld, recebendo ordens de equipe para ceder posições ao alemão. Massa cumpriu na Alemanha, mas desobedeceu no GP da Europa e acabou demitido. Somando quatro pontos, Massa se classificou em décimo terceiro lugar, com três pontos a menos que Heidfeld, o décimo.
Com todas as vagas preenchidas para o campeonato de 2003, Massa acabou sendo piloto de testes da Ferrari.
Felipe retornou como titular em 2004 novamente pela equipe Sauber, ficando até 2005. Em 2004, Massa foi companheiro de Giancarlo Fisichella, e mostrou evolução, pontuando em cinco etapas da temporada. Seu melhor resultado foi o quarto lugar na Bélgica, e o paulista foi o 12º colocado, marcando o triplo de pontos que fez em 2002, mas ficando uma posição abaixo de Fisichella, que o superou por dez pontos.
Em 2005, Massa recebeu Jacques Villeneuve, campeão de 1997, como mais novo companheiro. Pontuou em quatro etapas e voltou a ter um quarto lugar como melhor resultado, conquistando isso no Canadá. O brasileiro fez onze pontos e ficou na 13ª colocação, uma posição acima de Villeneuve, que fez dois pontos a menos que ele.
No mesmo ano, Rubens Barrichello anuncia sua saída da equipe italiana, posto que foi ocupado por Felipe Massa em 2006, sendo companheiro de equipe de Michael Schumacher. Massa foi anunciado para a equipe em agosto de 2005.

#### Ferrari (2006–2013)

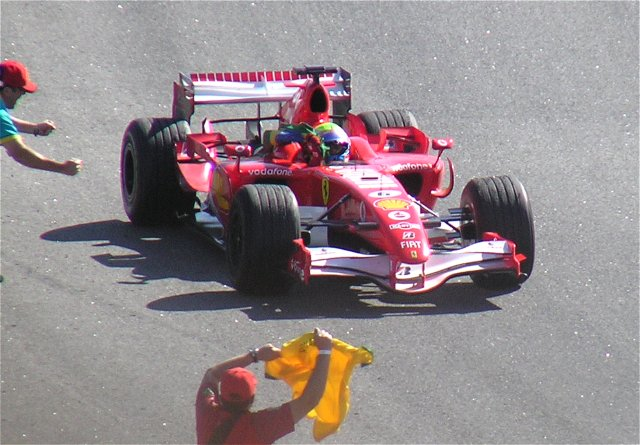
Massa comemorando a vitória no

Já no seu primeiro ano pela Ferrari, Massa alcançou sua primeira vitória na categoria no Grande Prêmio da Turquia (27 de agosto de 2006), ficando em terceiro lugar no campeonato.
Felipe Massa ganhou em casa o Grande Prêmio do Brasil em 22 de outubro de 2006, sendo o primeiro brasileiro a vencer em Interlagos desde Ayrton Senna, em 1993. Foi a 90ª vitória brasileira na Fórmula 1. Com a aposentadoria de Schumacher, Felipe teve chances de brigar pelo título do Campeonato Mundial de Fórmula 1 em 2007, mas, devido a problemas durante a temporada, acabou em quarto lugar. Em 2008, pela primeira vez na carreira, assumiu, após vencer na França, a liderança do Mundial, entrando na história como o primeiro piloto brasileiro a liderar o campeonato depois de Ayrton Senna, em 1993.

##### 2008: vice-campeonato
Felipe Massa terminou como vice-campeão Mundial de F1 de 2008, a um ponto do Lewis Hamilton. O título foi decidido na penúltima curva da última volta da última corrida da temporada, o Grande Prêmio do Brasil, vencido por Felipe. Na ocasião, já tinha começado a chover e todos os seis primeiros pilotos do grid já estavam de pneus intermediários, exceto o alemão Timo Glock, que estava na quarta posição. Faltando três voltas para o fim Sebastian Vettel ultrapassou Glock, que caiu para quinto lugar. Na penúltima curva da última volta, Timo Glock, ainda de pneus slicks (pneus para pista seca), não tracionou o carro direito e Lewis Hamilton, concorrente ao título, que vinha no "desespero", ultrapassou o alemão (no momento em que Felipe Massa já tinha vencido a corrida), indo à quinta posição, colocação que deu o título a Hamilton, por um ponto.
Quinze anos depois, em abril de 2023, Massa declarou que poderia ir aos tribunais contra a FIA, para contestar a perda do campeonato naquele ano. Segundo o piloto, as ações legais seriam tomadas com base em recentes declarações de Bernie Ecclestone, então chefe da categoria, de que tinha conhecimento de uma manipulação do resultado do GP de Cingapura daquele ano. Massa alega que poderia ter ficado com o título mundial, desbancando Lewis Hamilton, se não houvesse aquela manipulação. "Se as duas pessoas mais poderosas (da categoria), o chefão da Fórmula 1 e o chefão da FIA, sabiam em 2008 e se calaram, isso é muito grave e inadmissível para o esporte. A corrida de Cingapura afetou diretamente todo o automobilismo brasileiro", afirmou o piloto. Conhecido como "Cingapuragate", foi um dos mais polêmicos casos da história da Fórmula 1. Naquela etapa, Massa disputava o título com Hamilton, tendo sido o pole position. O brasileiro liderava a prova quando Nelsinho Piquet bateu contra o muro, provocando a entrada do safety car, o que beneficiou Fernando Alonso, companheiro de Nelsinho na equipe Renault, e que terminou vitorioso naquele GP. Um ano depois, Nelson Piquet declarou que seu filho batera propositalmente por ordem de Flavio Briatore, que era o chefe da equipe, para beneficiar Alonso. O caso foi investigado pela FIA, que puniu os envolvidos. Briatore foi banido da Formula 1, decisão que seria revogada posteriormente, e o engenheiro Pat Symonds também foi responsabilizado pela ordem dada a Nelsinho. Symonds foi suspenso por cinco anos, tornando-se depois diretor técnico da Formula 1.

##### 2009: Acidente
Durante o treino classificatório para o Grande Prêmio da Hungria, em 2009, Felipe Massa foi atingido na cabeça por uma mola que se soltou do carro de Rubens Barrichello. O piloto brasileiro ficou inconsciente e colidiu contra a proteção de pneus. Dois fatos comprovam que Massa ficou inconsciente: ele não soltou o volante do carro no momento da colisão (prática comum para se evitar fraturas) e a transmissão relatava que ele estava freando e acelerando ao mesmo tempo.
Após o resgate de helicóptero, foi levado para o Hospital Militar de Budapeste, onde foram diagnosticadas fraturas no crânio e uma pequena lesão cerebral. O piloto teve de passar por uma cirurgia e chegou a ficar em coma induzido e respirando com a ajuda de aparelhos.
A mola que acertou o piloto da Ferrari era de aço, media 12 cm de diâmetro e pesava 500 g, componente do carro da Brawn. O impacto foi equivalente a 152 kg, considerando a velocidade do carro a 280 km/h (média em que é realizada a curva quatro de Hungaroring).
Após nove dias do acidente, o piloto deixou o Hospital de Budapeste caminhando e embarcou para o Brasil. Chegando a São Paulo foi internado no Hospital Albert Einstein, onde passou por uma série de exames que descartaram a necessidade de uma nova cirurgia e no dia seguinte recebeu alta.
Michael Schumacher chegou a ser anunciado para ser o substituto de Massa no Grande Prêmio da Europa, em Valência, na Espanha mas por não ter se recuperado completamente das lesões causadas por um acidente de moto em fevereiro acabou desistindo de retornar as pistas. O substituto de Massa nos grandes prêmios da Europa e da Bélgica foi o italiano Luca Badoer, que ficou em último lugar nas duas etapas (tanto no grid quanto na corrida). Por este motivo, Badoer não foi substituto de Massa a partir do GP da Itália em 13 de setembro. A partir de então, até o final da temporada, o substituto do piloto brasileiro foi o também italiano Giancarlo Fisichella.

##### 2010: Retorno às pistas
Em 6 de outubro o piloto, confirmado para a temporada de 2010 da Fórmula 1, retornou a Ferrari, onde começou a treinar em um simulador. Seis dias depois o piloto iniciou os testes na pista de Fiorano, em Maranello, com o modelo F2007.
No ano seguinte, no Grande Prêmio do Barém, em 14 de março de 2010 conseguiu a segunda colocação. Na corrida seguinte, no Grande Prêmio da Austrália, Felipe conseguiu mais um pódio chegando na terceira colocação e chegou a assumir a liderança do mundial após completar na sétima colocação o Grande Prêmio da Malásia. Entretanto, Felipe teve uma série de resultados negativos a partir dessa corrida. Chegando inclusive a se envolver em duas polêmicas: a primeira quanto a uma manobra de Fernando Alonso na entrada dos boxes do Grande Prêmio da China. Na ocasião, durante a vigésima terceira volta, quando o safety car entrou na pista após um acidente, Massa ia à frente para o boxe, mas o espanhol o ultrapassou na entrada dos pits e levou vantagem sobre o brasileiro gerando críticas e um clima tenso na equipe. A segunda polêmica foi quanto a um suposto jogo de equipe durante o Grande Prêmio da Alemanha e, novamente, envolvia Fernando Alonso. Massa tinha assumido a ponta na largada e liderado a maior parte da prova, entretanto a equipe julgou que o piloto espanhol era mais rápido e pediu a Felipe que cedesse a posição. Felipe o fez e Alonso venceu a prova. O ocorrido gerou muitas críticas, já que o regulamento proíbe "ordens de equipe que interfiram no resultado da corrida", e a Ferrari foi multada em US$ 100 mil, além de o caso ter sido encaminhado ao Conselho Mundial da FIA onde será julgado e os acusados poderão sofrer outras penas.

##### 2012: superação

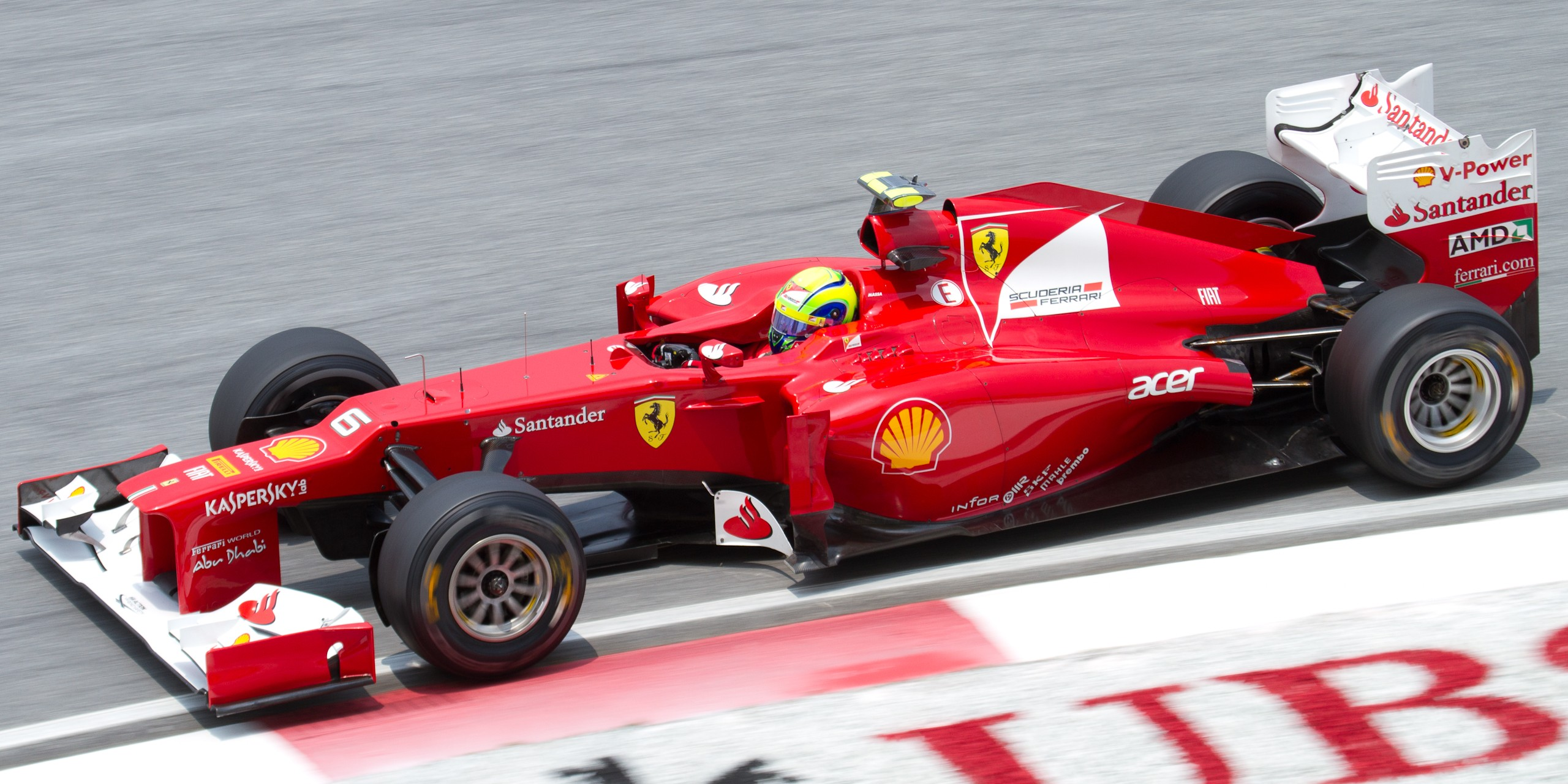
Massa durante os treinos livres para o Grande Prêmio da Malásia de 2012.

Felipe Massa começou muito mal a temporada 2012, tendo resultados piores do que no ano anterior, chegando até o GP da Hungria – 11° GP da temporada – com apenas 33 pontos, estando 139 pontos atrás de Fernando Alonso, seu companheiro de equipe que brigava pelo título. Como seu contrato com a Ferrari era válido até o final de 2012 sua vaga estava muito ameaçada. Depois das férias de agosto da Fórmula 1 Massa voltou a andar bem, fez 26 pontos nas 3 corridas seguintes, tendo como melhor resultado um 4° lugar no GP da Itália. No GP do Japão, Massa termina em 2° e volta ao pódio depois de quase 2 anos, confirmando sua recuperação. No GP da Coreia Massa ficou em 4°, pois foi impedido de atacar seu companheiro Alonso que brigava pelo título. Em 31 de outubro, depois de sua sexta atuação consistente, Massa renova com a Ferrari para temporada 2013. Na estreia da corrida de Austin na F1, Massa iria largar na frente de seu companheiro, mas a Ferrari, pensando num jogo de equipe, modificou câmbio. Com isso, o piloto foi punido e perdeu 5 posições no grid. Na corrida ele ficou em 4°. Para encerrar e confirmar sua recuperação na categoria, Felipe Massa terminou em 3°, após deixar Fernando Alonso passar para assumir a segunda posição, no GP do Brasil. Durante essas oito corridas Massa somou 89 pontos, mais que o dobro que nas 12 corridas iniciais, garantindo sua continuidade para a temporada 2013.

##### 2013: despedida da Ferrari
Esta temporada marcou o fim de seu vínculo com a Ferrari. Em 11 de setembro de 2013 Massa anunciou em seu Twitter que não continuaria na equipe a partir de 2014 e que procurava outra. No mesmo dia, a própria Ferrari também confirmou oficialmente que Kimi Räikkönen seria seu substituto.

#### Williams (2014-2017)

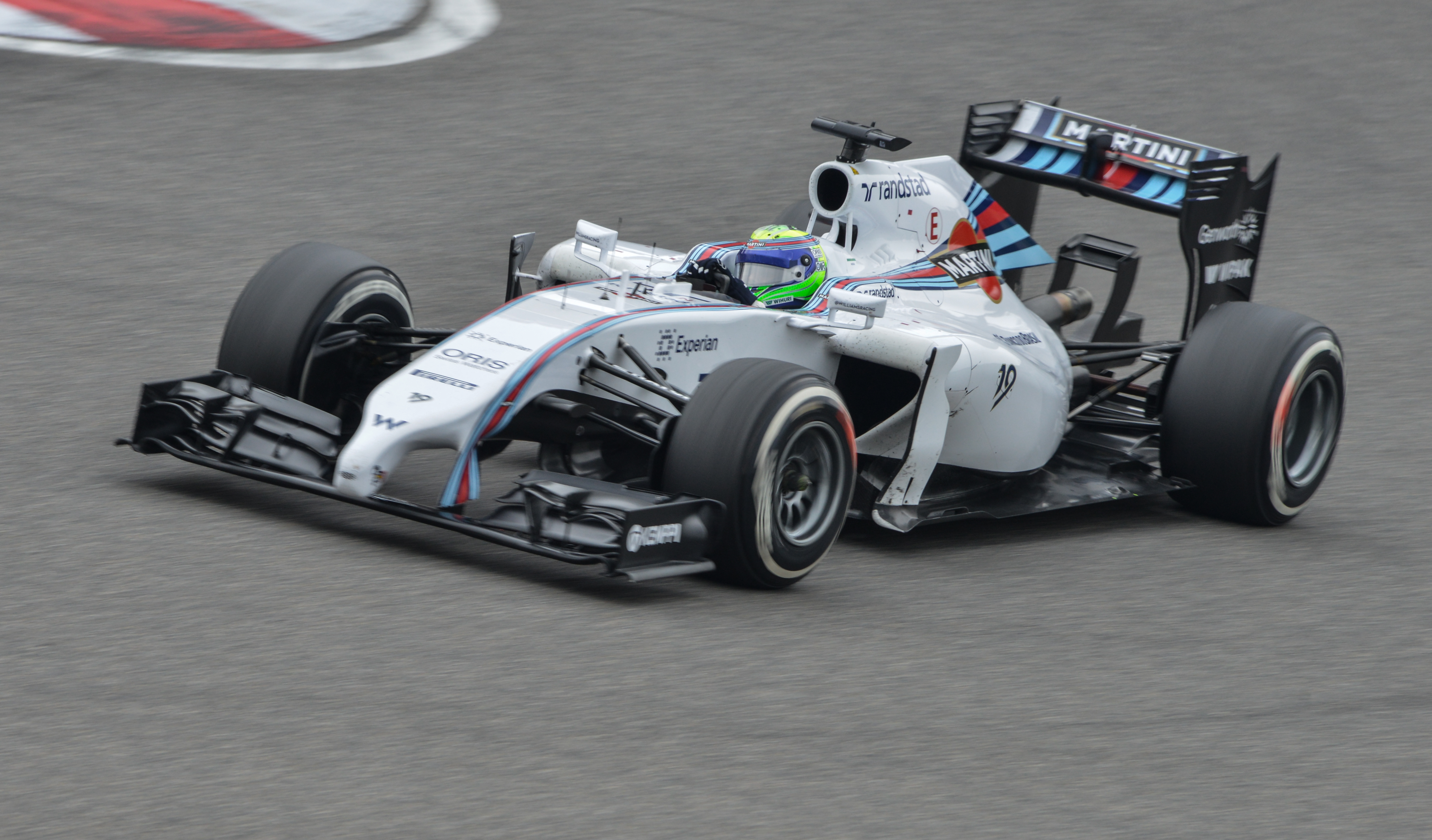
Massa pilotando pela Williams durante o Grande Prêmio da China de 2014.

Em 11 de novembro de 2013 Massa anunciou oficialmente que correria pela equipe Williams a partir da temporada de 2014, tendo o finlandês Valtteri Bottas como companheiro de equipe. "A Williams é uma das mais bem-sucedidas e importantes equipes da história da Fórmula 1. Quando eu era criança, sonhava em correr pela Williams, Ferrari ou McLaren", expressou Massa por meio de seu site oficial.
Durante a pré-temporada, Massa andou bem com o novo modelo da Williams, marcando o melhor tempo do quarto dia da primeira seção de treinos, realizada em Jerez de la Frontera e depois, novamente, no terceiro dia da terceira seção, em Sakhir, no Barém.
Apesar do bom desempenho antes do início do campeonato, o piloto brasileiro não conseguiu repetir a mesma performance no começo da temporada. No Grande Prêmio da Austrália, primeira prova do ano, largando da nona colocação no grid, foi tirado da prova logo na primeira curva, após uma colisão por trás do piloto japonês Kamui Kobayashi, que teve problemas com os freios.
Durante o treino classificatório para o Grande Prêmio da Áustria, oitava etapa da temporada, Massa marcou a pole-position, após um hiato de cinco anos sem largar na frente. Na corrida, o piloto brasileiro conseguiu manter a primeira posição até a décima quinta volta, quando parou nos boxes para a troca de pneus e retornou na quinta colocação e posteriormente terminando a prova em quarto lugar, logo atrás de seu companheiro, Valtteri Bottas.
Após o Grande Prêmio da Itália de 2014, a equipe o confirmou para a temporada de 2015, juntamente com Valtteri Bottas. Terminou a temporada na sétima posição no campeonato, com dois pódios nas duas provas finais, inclusive com chance de vitória em Abu Dhabi.

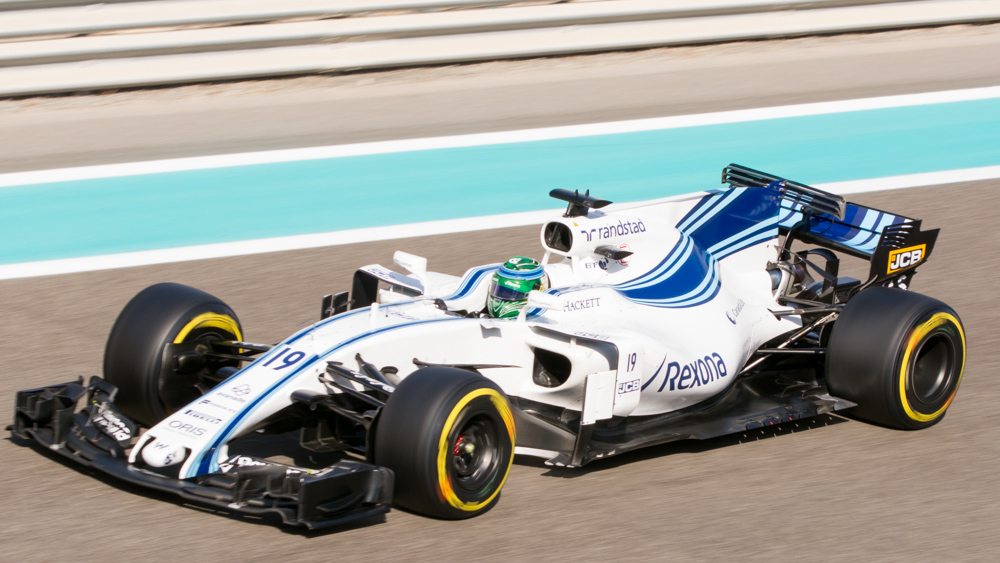
Felipe Massa no fim de semana F1 final Yas Marina Circuit

Felipe confirmou em 1 de setembro de 2016 que encerraria sua carreira na F1 ao fim desta temporada. Pela manhã, a escuderia britânica anunciou a convocação da imprensa para uma entrevista coletiva no começo da tarde em Monza, com a presença do piloto ao lado de Claire Williams e da sua família. No fim das contas, veio a confirmação que alguns já esperavam: depois de quase 14 temporadas completas, 11 vitórias, 16 poles, 15 voltas mais rápidas, 41 pódios e o vice-campeonato mundial conquistado em 2008, Massa iria encerrar sua carreira na F1 ao fim de 2016. Por fim, Felipe Massa foi convidado pela Williams para renovar seu contrato até o fim de 2017, e ele aceitou.
No Grande Prêmio da Hungria, Massa havia se sentido mal após o segundo treino livre na sexta-feira, voltou a sentir um mal-estar no sábado, na última atividade antes do treino classificatório. Assim, o paulista decidiu em conjunto com a Williams não participar da definição do grid, já que esta é uma prova de muito desgaste físico, o que fica ainda mais latente com as altas temperaturas do verão no país europeu. Consequentemente, Massa não participaria da corrida no domingo, em Budapeste, dando lugar ao reserva da equipe britânica, Paul Di Resta.
No dia 4 de novembro de 2017 Felipe Massa anuncia em seu Instagram que deixaria a F1 em definitivo após Interlagos e Abu Dhabi.

### Fórmula E
No dia 15 de maio de 2018, aos 37 anos, Felipe Massa assina com a equipe Venturi para disputar a temporada de 2018–19 da Fórmula E. Ele fez sua estreia durante o ePrix de Daria de 2018 na Arábia Saudita, terminando na 14ª posição.
No último dia da temporada de 2019–20, foi anunciado que Massa se aposentaria da Fórmula E. O piloto decidiu não exercer a opção em seu contrato de ficar com a Venturi para a temporada de 2020–21.

### Stock Car

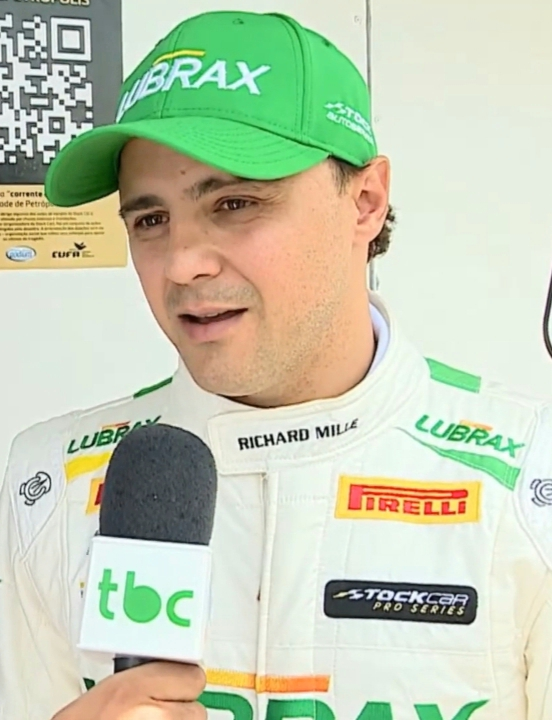
Massa em 2022

Em 2021, Massa disputou sua primeira temporada completa na Stock Car Pro Series pela equipe Lubrax Podium, onde seguiu nas temporadas 2022 e 2023 como companheiro de Júlio Campos. Na sua temporada de estreia, Massa teve como melhor resultado um sétimo lugar em Interlagos, ficando em 24º no campeonato de pilotos. Após o encerramento da temporada, Massa comentou que esperava "um clima mais amigo" entre seus colegas de grid, afirmando que se surpreendeu ao encontrar tanta competitividade.
Em seu segundo ano, Massa se superou, tendo dois sextos lugares como melhores posições de chegada e encerrando 2022 com 98 pontos, embora tenha ficado na mesma 24ª colocação. Em 2023, Massa conquistou seus primeiros pódios e vitórias na categoria, sendo o décimo colocado, com 229 pontos.
Para 2024, Massa se mudou para a TMG Racing, onde correu ao lado de Rafael Suzuki. Ele brigou pelo título, tendo uma vitória no Velo Città e mais seis pódios, chegando a liderar o campeonato. Mas sua excelente temporada foi ofuscada pelo escândalo da sua equipe, apelidado pela imprensa de Pneugate, onde os pneus de seu carro, assim como os de seu companheiro Suzuki e dos pilotos da Crown Felipe Baptista e Enzo Elias, foram adulterados pelo processo de vulcanização, para que Massa e os outros andassem mais rápido. Assim, Massa, que já tinha sido desclassificado da corrida principal do Velopark por conta de seu lastro irregular, também perdeu o oitavo lugar na corrida sprint. Ele perdeu a liderança do campeonato nessa prova, chegando a recuperá-la na Argentina, mas começou a perder terreno a partir daí, terminando 2024 como o vice-campeão, com 885 pontos, 41 a menos do que o tricampeão Gabriel Casagrande. Sobre o caso Pneugate, Massa teceu críticas à organização da Stock Car, afirmando que confiava na sua equipe e classificou a decisão de desclassificar os carros da TMG e da Crown como "política".

### Corridas de resistência
Massa fez sua estreia na IMSA SportsCar Championship ao correr as 24 Horas de Daytona de 2024 pela equipe Riley, ao lado de Felipe Fraga, Josh Burdon e Gar Robinson. Seu quarteto alcançou o pódio na classe LMP2. Massa confirmou que iria retornar à tradicional corrida de endurance norte-americana em 2025.

## Carreira fora do automobilismo

### Embaixador da F1
A partir de 2021, passou a ocupar o cargo de Embaixador da Fórmula 1, convite feito pelo CEO da Liberty Media, Stefano Domenicali.
Nesta função, Massa participa de agendas de eventos da categoria e seus parceiros.

### Executivo
Massa foi presidente da Comissão de Kart da FIA, sendo eleito em 2017 e deixando o cargo em 2022, quando se tornou presidente da Comissão de Pilotos da FIA.

### Ações judiciais
Em 17 de agosto de 2023, o time de advogados de Felipe Massa enviou uma carta denominada Letter Before Claim à FIA e FOM, na qual escreveu que o brasileiro teria sido consagrado campeão da Fórmula 1 na temporada de 2008, se o Grande Prêmio de Singapura desse ano tivesse sido cancelado após o episódio que ficou conhecido como "crashgate" ou "Singapuragate". Aproximadamente três semanas depois, em 8 de setembro de 2023, Massa contratou um time de 70 advogados para obter o título da F1 de 2008, que foi conquistado pelo piloto britânico Lewis Hamilton por um ponto de diferença em relação ao brasileiro na tabela.

### Empresário
Massa é sócio das filiais brasileiras dos restaurantes Beefbar, uma churrascaria, e Song Qi, de comida chinesa.

## Biografia e vida pessoal

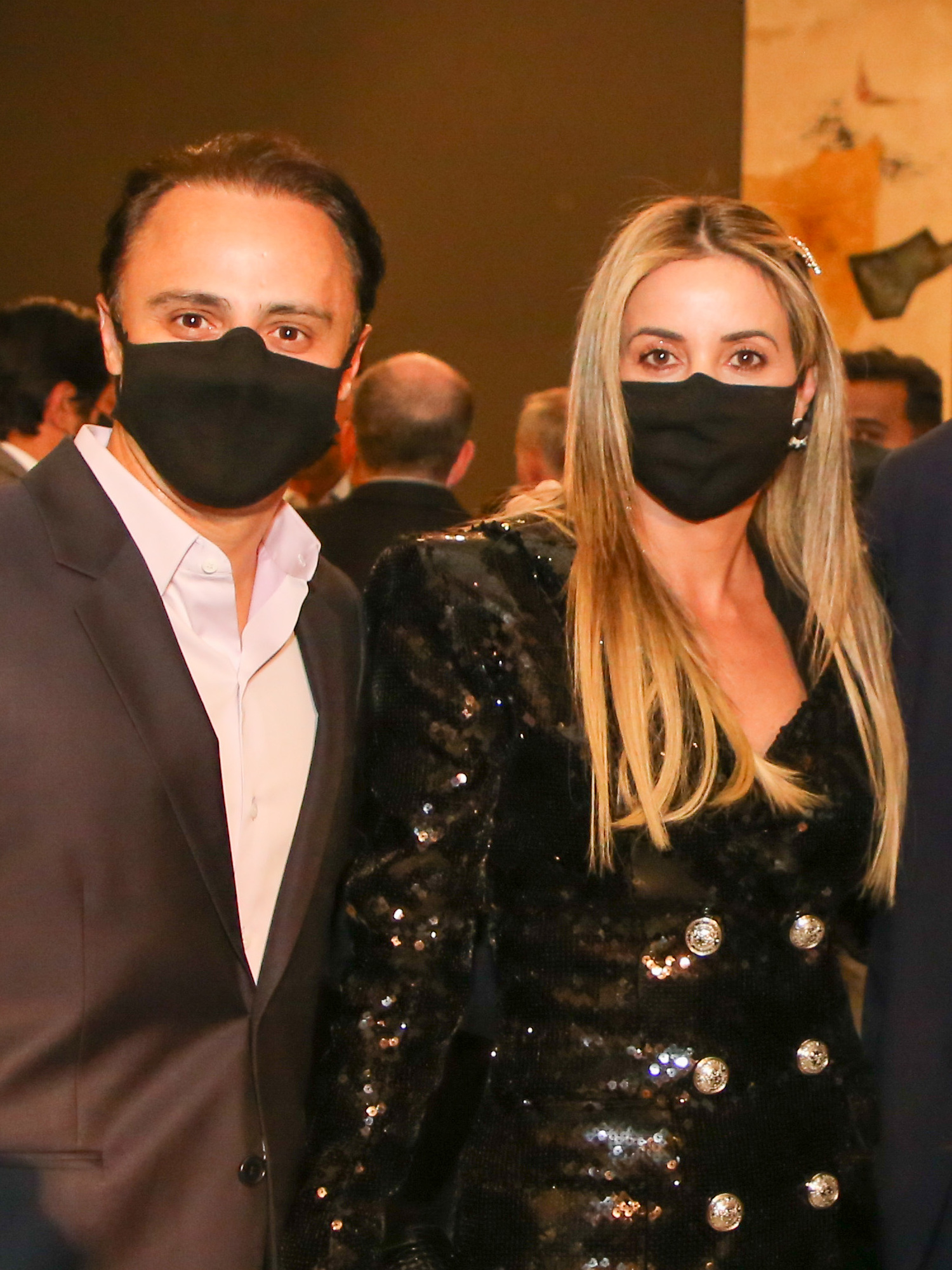
Massa com sua esposa, Anna Raffaela

Nasceu em São Paulo e cresceu na cidade de Botucatu, no interior paulista; é descendente de italianos e seus bisavós são originários da cidade de Cerignola, na província de Foggia na Itália. Seu bisavô foi José Massa, fundador da empresa fabricante de ônibus CAIO Induscar.
Felipe iniciou sua carreira automobilística no kart, em 1990. Aos dezesseis anos, trabalhou como ajudante de cozinheiro no refeitório de Interlagos em época de Grande Prêmio do Brasil para vivenciar de perto o ambiente da Fórmula 1.
Felipe tem grande apoio da família em sua carreira.
Em novembro de 2007 Massa casou-se com a empresária Anna Raffaela Bassi. Em 30 de novembro de 2009 nasceu o primeiro filho do casal, Felipe Bassi Massa, apelidado de Felipinho.
Massa é torcedor do São Paulo Futebol Clube. Quando o piloto sofreu grave acidente em 2009, foi homenageado pela equipe, que, durante um jogo do Campeonato Brasileiro, exibiu mensagens de apoio enviadas pelos torcedores no telão do Estádio do Morumbi.

## Títulos
- Fórmula Chevrolet Brasileira: 1999
- Fórmula Renault Italiana: 2000
- Fórmula Renault Europeia: 2000
- Euro 3000: 2001[93]
- Desafio das Estrelas de Kart: 2006
- 500 Milhas de Kart: 1997, 2002 e 2009

### Individuais
- Prêmio Lorenzo Bandini: 2007
- Capacete de Ouro: 2001, 2006, 2007, 2008, 2012, 2014, 2016, 2017
- Capacete de Prata: 2005, 2009, 2010, 2015
- Capacete de Bronze: 2011, 2013

## Resultados

### Fórmula 1
(Legenda) Corridas em negrito indicam pole position; em itálico indicam a volta mais rápida.
| Temporada | Equipe                   | Chassis             | Motor                         | 1       | 2       | 3       | 4      | 5       | 6       | 7       | 8       | 9       | 10      | 11      | 12      | 13      | 14      | 15      | 16      | 17      | 18      | 19     | 20      | 21    | Classificação | Pontos |
| --------- | ------------------------ | ------------------- | ----------------------------- | ------- | ------- | ------- | ------ | ------- | ------- | ------- | ------- | ------- | ------- | ------- | ------- | ------- | ------- | ------- | ------- | ------- | ------- | ------ | ------- | ----- | ------------- | ------ |
| 2002      | Sauber Petronas          | Sauber C21          | Petronas 02A 3.0 V10          | AUS Ret | MAS 6   | BRA Ret | SMR 8  | ESP 5   | AUT Ret | MON Ret | CAN 9   | EUR 6   | GBR 9   | FRA Ret | ALE 7   | HUN 7   | BEL Ret | ITA Ret | EUA NP  | JAP Ret |         |        |         |       | 13º           | 4      |
| 2004      | Sauber Petronas          | Sauber C23          | Petronas 04A 3.0 V10          | AUS Ret | MAL 8   | BAR 12  | SMR 10 | ESP 9   | MON 5   | EUR 9   | CAN Ret | EUA Ret | FRA 13  | GBR 9   | ALE 13  | HUN Ret | BEL 4   | ITA 12  | CHN 8   | JAP 9   | BRA 8   |        |         |       | 12º           | 12     |
| 2005      | Sauber Petronas          | Sauber C24          | Petronas 05A 3.0 V10          | AUS 10  | MAL 10  | BAR 7   | SMR 10 | ESP 11  | MON 9   | EUR 14  | CAN 4   | EUA NL  | FRA Ret | GBR 10  | ALE 8   | HUN 14  | TUR Ret | ITA 9   | BEL 10  | BRA 11  | JAP 10  | CHN 6  |         |       | 13º           | 11     |
| 2006      | Ferrari Marlboro         | Ferrari 248 F1      | Ferrari 056 2.4 V8            | BAR 9   | MAL 5   | AUS Ret | SMR 4  | EUR 3   | ESP 4   | MON 9   | GBR 5   | CAN 6   | EUA 2   | FRA 3   | ALE 2   | HUN 7   | TUR 1   | ITA 9   | CHN Ret | JAP 2   | BRA 1   |        |         |       | 3º            | 80     |
| 2007      | Ferrari Marlboro         | Ferrari F2007       | Ferrari 056 2.4 V8            | AUS 6   | MAL 5   | BAR 1   | ESP 1  | MON 3   | CAN DSQ | EUA 3   | FRA 2   | GBR 5   | EUR 2   | HUN 14  | TUR 1   | ITA Ret | BEL 2   | JAP 6   | CHN 3   | BRA 2   |         |        |         |       | 4º            | 94     |
| 2008      | Ferrari Marlboro         | Ferrari F2008       | Ferrari 056 2.4 V8            | AUS Ret | MAS Ret | BAR 1   | ESP 2  | TUR 1   | MON 3   | CAN 5   | FRA 1   | GBR 13  | ALE 3   | HUN Ret | EUR 1   | BEL 1   | ITA 6   | SIN 13  | JAP 7   | CHN 2   | BRA 1   |        |         |       | 2º            | 97     |
| 2009      | Ferrari Marlboro         | Ferrari F60         | Ferrari 056 2.4 V8            | AUS Ret | MAL 9   | CHN Ret | BAR 14 | ESP 6   | MON 4   | TUR 6   | GBR 4   | ALE 3   | HUN NL  | EUR Les | BEL Les | ITA Les | SIN Les | JAP Les | BRA Les | ABU Les |         |        |         |       | 11º           | 22     |
| 2010      | Ferrari Marlboro         | Ferrari F10         | Ferrari 056 2.4 V8            | BAR 2   | AUS 3   | MAL 7   | CHN 9  | ESP 6   | MON 4   | TUR 7   | CAN 15  | EUR 11  | GBR 15  | ALE 2   | HUN 4   | BEL 4   | ITA 3   | SIN 8   | JAP Ret | COR 3   | BRA 15  | ABU 10 |         |       | 6º            | 144    |
| 2011      | Ferrari Marlboro Ferrari | Ferrari 150° Italia | Ferrari 056 2.4 V8            | AUS 7   | MAL 5   | CHN 6   | TUR 11 | ESP Ret | MON Ret | CAN 6   | EUR 5   | GBR 5   | ALE 5   | HUN 6   | BEL 8   | ITA 6   | SIN 8   | JAP 7   | COR 6   | IND Ret | ABU 5   | BRA 5  |         |       | 6º            | 118    |
| 2012      | Ferrari                  | Ferrari F2012       | Ferrari 056 2.4 V8            | AUS Ret | MAL 15  | CHN 13  | BAR 9  | ESP 15  | MON 6   | CAN 10  | EUR 16  | GBR 4   | ALE 12  | HUN 9   | BEL 5   | ITA 4   | SIN 8   | JAP 2   | COR 4   | IND 6   | ABU 7   | EUA 4  | BRA 3   |       | 7º            | 122    |
| 2013      | Ferrari                  | Ferrari F138        | Ferrari 056 2.4 V8            | AUS 4   | MAL 5   | CHN 6   | BAR 15 | ESP 3   | MON Ret | CAN 8   | GBR 6   | ALE Ret | HUN 8   | BEL 7   | ITA 4   | SIN 6   | JAP 10  | COR 9   | IND 4   | ABU 8   | EUA 12  | BRA 7  |         |       | 8º            | 112    |
| 2014      | Williams Martini Racing  | Williams FW36       | Mercedes PU106A Hybrid 1.6 V6 | AUS Ret | MAL 7   | BAR 7   | CHN 15 | ESP 13  | MON 7   | CAN 12† | AUT 4   | GBR Ret | ALE Ret | HUN 5   | BEL 13  | ITA 3   | SIN 5   | JAP 7   | RUS 11  | EUA 4   | BRA 3   | ABU 2  |         |       | 7º            | 134    |
| 2015      | Williams Martini Racing  | Williams FW37       | Mercedes PU106B Hybrid 1.6 V6 | AUS 4   | MAL 6   | CHN 5   | BAR 10 | ESP 6   | MON 15  | CAN 6   | AUT 3   | GBR 4   | HUN 12  | BEL 6   | ITA 3   | SIN Ret | JAP 17  | RUS 4   | EUA Ret | MEX 6   | BRA DSQ | ABU 8  |         |       | 6º            | 121    |
| 2016      | Williams Martini Racing  | Williams FW38       | Mercedes PU106C Hybrid 1.6 V6 | AUS 5   | BAR 8   | CHN 6   | RUS 5  | ESP 8   | MON 10  | CAN Ret | EUR 10  | AUT 20† | GBR 11  | HUN 18† | ALE Ret | BEL 10  | ITA 9   | SIN 12  | MAL 13  | JAP 9   | EUA 7   | MEX 9  | BRA Ret | ABU 9 | 11º           | 53     |
| 2017      | Williams Martini Racing  | Williams FW40       | Mercedes M08 EQ Power+ 1.6 V6 | AUS 6   | CHN 14  | BAR 6   | RUS 9  | ESP 13  | MON 9   | CAN Ret | AZE Ret | AUT 9   | GBR 10  | HUN Les | BEL 8   | ITA 8   | SIN 11  | MAL 9   | JAP 10  | EUA 9   | MEX 11  | BRA 7  | ABU 10  |       | 11°           | 43     |

† — Pilotos que não terminaram o Grande Prêmio mas foram classificados pois completaram 90% da corrida
Ret — Piloto retirado da prova
DSQ — Piloto desqualificado da prova
NP — Não Participou
NL — Não Largou
Les — Lesionado

### Fórmula E
| Temporada | Equipe                 | Chassis      | Trem de força                    | 1      | 2      | 3       | 4       | 5      | 6       | 7       | 8      | 9      | 10     | 11     | 12      | 13     | Classificação | Pontos |
| --------- | ---------------------- | ------------ | -------------------------------- | ------ | ------ | ------- | ------- | ------ | ------- | ------- | ------ | ------ | ------ | ------ | ------- | ------ | ------------- | ------ |
| 2018–19   | Venturi Formula E Team | Spark SRT05e | Venturi VFE05                    | DAR 17 | MAR 18 | SAN Ret | MEX 8   | HKG 5  | SNY 10  | ROM Ret | PAR 9  | MON 3  | BER 15 | SUI 8  | NIQ 16† | NIQ 15 | 15º           | 36     |
| 2019–20   | ROKiT Venturi Racing   | Spark SRT05e | Mercedes-Benz EQ Silver Arrow 01 | DAR 12 | DAR 18 | SAN 9   | MEX Ret | MAR 17 | BER Ret | BER] NC | BER 19 | BER 10 | BER 13 | BER 16 |         |        | 22º           | 3      |

† — Pilotos que não terminaram o Grande Prêmio mas foram classificados pois completaram 90% da corrida
Ret — Piloto retirado da prova
DSQ — Piloto desqualificado da prova
NP — Não Participou
NL — Não Largou
Les — Lesionado

### Stock Car Pro Series
| Ano  | Equipe        | Carro           | 1        | 2         | 3        | 4         | 5         | 6         | 7        | 8        | 9        | 10        | 11        | 12       | 13        | 14       | 15        | 16        | 17       | 18       | 19        | 20        | 21       | 22        | 23       | 24       | Posição | Pontos |
| ---- | ------------- | --------------- | -------- | --------- | -------- | --------- | --------- | --------- | -------- | -------- | -------- | --------- | --------- | -------- | --------- | -------- | --------- | --------- | -------- | -------- | --------- | --------- | -------- | --------- | -------- | -------- | ------- | ------ |
| 2018 | Cimed Racing  | Chevrolet Cruze | INT 1 13 | CUR 1     | CUR 2    | VEL 1     | VEL 2     | LON 1     | LON 2    | SCZ 1    | SCZ 2    | GOI 1 22  | MOU 1     | MOU 2    | CAS 1     | CAS 2    | VCA 1     | VCA 2     | TAR 1    | TAR 2    | GOI 1     | GOI 2     | INT 1    |           |          |          | NC      | 0      |
| 2021 | Lubrax Podium | Chevrolet Cruze | GOI 1 25 | GOI 2 17  | INT 1 15 | INT 2 7   | VCA 1 Ret | VCA 2 Ret | VCA 1 16 | VCA 2 15 | CAS 1 16 | CAS 2 13  | CUR 1 15  | CUR 2 23 | CUR 1 Ret | CUR 2 13 | GOI 1 Ret | GOI 2 13  | GOI 1 26 | GOI 2 20 | VCA 1 Ret | VCA 2 20  | SCZ 1 17 | SCZ 2 Ret | INT 1 19 | INT 2 16 | 24°     | 88     |
| 2022 | Lubrax Podium | Chevrolet Cruze | INT 1 26 | GOI 1 21  | GOI 2 15 | RIO 1 6   | RIO 2 22  | VCA 1 17  | VCA 2 12 | VEL 1 20 | VEL 2 16 | VEL 1 Ret | VEL 2 DNS | INT 1 8  | INT 2 8   | VCA 1 21 | VCA 2 19  | SCZ 1 Ret | SCZ 2 17 | GOI 1 24 | GOI 2 Ret | GOI 1 Ret | GOI 2 15 | INT 1 6   | INT 2 16 |          | 24°     | 98     |
| 2023 | Lubrax Podium | Chevrolet Cruze | GOI 1 21 | GOI 2 Ret | INT 1 16 | INT 2 Ret | TAR 1 20  | TAR 2 11  | CAS 1 23 | CAS 2 12 | INT 1 3  | INT 2     | VCA 1 12  | VCA 2 11 | GOI 1 12  | GOI 2 21 | VEL 1 17  | VEL 2 Ret | BUE 1 12 | BUE 2 7  | VCA 1 5   | VCA 2     | CAS 1 9  | CAS 2 1   | INT 1 14 | INT 2 1  | 10°     | 224    |
| 2024 | TMG Racing    | Chevrolet Cruze | GOI 1 23 | GOI 2     | VCA 1    | VCA 2 25  | INT 1 2   | INT 2 15  | CAS 1 16 | CAS 2 6  | VCA 1 4  | VCA 2 9   | GOI 1 7   | GOI 2    | BLH 1 13  | BLH 2 9  | VEL 1 8   | VEL 2 DSQ | BUE 1 3  | BUE 2 3  | URU 1 21  | URU 2 4   | BRA 1    | BRA 2     | INT 1    | INT 2    | 1°*     | 770*   |

### IMSA SportsCar Championship
| Ano  | Entrada | Classe | Marca    | Motor                 | 1     | 2   | 3   | 4   | 5   | 6   | 7   | Posição | Pontos |
| ---- | ------- | ------ | -------- | --------------------- | ----- | --- | --- | --- | --- | --- | --- | ------- | ------ |
| 2024 | Riley   | LMP2   | Oreca 07 | Gibson GK428 4.2 L V8 | DAY 3 | SEB | WGL | MOS | ELK | IMS | PET | 15°*    | 328*   |